# West Concord (Massachusetts)
West Concord es un lugar designado por el censo ubicado en el condado de Middlesex en el estado estadounidense de Massachusetts. En el Censo de 2010 tenía una población de 6.028 habitantes y una densidad poblacional de 649,03 personas por km².

## Geografía
West Concord se encuentra ubicado en las coordenadas 42°27′7″N 71°24′11″O / 42.45194, -71.40306. Según la Oficina del Censo de los Estados Unidos, West Concord tiene una superficie total de 9.29 km², de la cual 8.73 km² corresponden a tierra firme y (6%) 0.56 km² es agua.

## Demografía
Según el censo de 2010, había 6.028 personas residiendo en West Concord. La densidad de población era de 649,03 hab./km². De los 6.028 habitantes, West Concord estaba compuesto por el 84.54% blancos, el 8.01% eran afroamericanos, el 0.03% eran amerindios, el 4.35% eran asiáticos, el 0% eran isleños del Pacífico, el 1.69% eran de otras razas y el 1.38% pertenecían a dos o más razas. Del total de la población el 6.14% eran hispanos o latinos de cualquier raza.